# Martyniaceae
Classification APG III (2009)
Famille
Les Martyniaceae (ou Martyniacées) sont une famille de plantes à fleurs dicotylédones de l'ordre des Lamiales. Elle comprend plus d'une dizaine d'espèces réparties en quatre genres.

## Étymologie
Le nom vient de son genre type Martynia, nommé en hommage au botaniste anglais Thomas Martyn (1735–1825), professeur de botanique à l’université de Cambridge.

## Classification
En classification phylogénétique APG (1998), la famille est optionnelle et ces plantes aussi peuvent être incluses dans les Pédaliacées.
La classification phylogénétique APG II (2003) et la classification phylogénétique APG III (2009) acceptent cette famille.

## Répartition géographique

Ibicella.
Proboscidea.

## Liste des genres
Selon Angiosperm Phylogeny Website (12 nov. 2015), DELTA Angio (12 nov. 2015) et ITIS (12 nov. 2015) :
- Craniolaria (en)
- Ibicella
- Martynia (en)
- Proboscidea

Selon NCBI (12 nov. 2015) :
- Craniolaria
- Holoregmia (pt)
- Ibicella
- Martynia
- Proboscidea

## Liste des espèces
Selon NCBI (12 nov. 2015) :
- genre Craniolaria
  - Craniolaria annua
  - Craniolaria integrifolia
- genre Holoregmia
  - Holoregmia viscida
- genre Ibicella
  - Ibicella lutea
  - Ibicella parodii
- genre Martynia
  - Martynia annua
- genre Proboscidea
  - Proboscidea althaeifolia
  - Proboscidea fragrans
  - Proboscidea louisianica
  - Proboscidea parviflora
  - Proboscidea sabulosa
  - Proboscidea spicata
  - Proboscidea triloba